# Enville (Staffordshire)
Enville es una parroquia civil y un pueblo del distrito de South Staffordshire, en el condado de Staffordshire en Inglaterra.

## Geografía
Según la Oficina Nacional de Estadística (ONS) británica, Enville tiene una superficie de 20,17 km².

## Demografía
Según el censo de 2001, Enville tenía 477 habitantes (51,36% varones, 48,64% mujeres) y una densidad de población de 23,65 hab/km². El 18,03% eran menores de 16 años, el 72,12% tenían entre 16 y 74, y el 9,85% eran mayores de 74. La media de edad era de 41,35 años. Del total de habitantes con 16 o más años, el 22,51% estaban solteros, el 64,71% casados, y el 12,79% divorciados o viudos.
Según su grupo étnico, el 98,32% de los habitantes eran blancos, el 0,63% mestizos, y el 1,05% negros. La mayor parte (96,85%) eran originarios del Reino Unido. El resto de países europeos englobaban al 0,63% de la población, mientras que el 2,52% había nacido en cualquier otro lugar. El cristianismo era profesado por el 85,77% y cualquier otra religión, salvo el budismo, el hinduismo, el judaísmo, el islam y el sijismo, por el 0,63%. El 8,79% no eran religiosos y el 4,81% no marcaron ninguna opción en el censo.
Había 202 hogares con residentes y 3 vacíos.